# Peč (Czechy)
Peč – wieś i gmina w Czechach, w powiecie Jindřichův Hradec, w kraju południowoczeski. Według danych z dnia 1 stycznia 2014 liczyła 448 mieszkańców.
We wsi jest przystanek kolejowy Peč.